# 李家岔镇
李家岔镇，是中华人民共和国陕西省延安市子长市下辖的一个乡镇级行政单位。

## 行政区划
李家岔镇下辖以下地区：
李家岔村、东方红村、曹家渠村、郭家坪村、新庄焉村、窑子峁河村、刘家圪崂村、徐家砭村、孙家河村、崖窑沟村、龙咀河村、水晶沟村、护林沟村、乔家岔村、兔河村、高家沟村、杜家渠村、阳道峁村、石灰岔村、坪庄村、石家湾村、湫滩沟村、王家河村、阳山村、柏山寺村、阳台村、徐庄子村、降家峁子村、中洼村、胡家圪劳村、黄草焉村、石窑台村、贺家湾村和柴家河村。